# Markus Persson
Markus Persson (Estocolmo, 1 de junio de 1979), más conocido como Notch, es un desarrollador de videojuegos independientes, exjefe y fundador de la compañía de videojuegos Mojang Studios. Principalmente es conocido por ser el creador y antiguo desarrollador del videojuego Minecraft, el cual vendió a Microsoft por un valor de 2500 millones de dólares.

## Biografía
Persson nació en Estocolmo (Suecia), de madre finlandesa y padre sueco, el 1 de junio de 1979. Residió en Edsbyn durante sus primeros siete años de vida, antes de que su familia regresara a Estocolmo. A la edad de siete años, comenzó a programar en el ordenador Commodore 128 de su padre. Habiendo experimentado con varios programas de type-in produjo su primer videojuego a la edad de ocho años, se trató de un juego de aventura basado en texto. Profesionalmente ha trabajado como desarrollador para King durante más de cuatro años, hasta 2009. Después, trabajó como programador para Jalbum. También es uno de los fundadores de Wurm Online, aunque ya no trabaja en este juego. Fuera del trabajo, ha realizado siete juegos para concursos. Lanzó Minecraft en 2009, y su primera versión estable en 2011. En 2014, decidió vender "Minecraft" a la multinacional Microsoft por 2500 millones de dólares, luego de sentir que su juego ya era demasiado grande y le incomodaba trabajar en proyectos así. Tiempo después, la empresa estadounidense decidió eliminar todo registro de Notch debido a la gran cantidad de comentarios tanto homofóbos y racistas  que el sueco hacia en sus redes sociales, destacando el item "manzana de Notch" que pasó a llamarse "manzana de oro encantada", el cual es uno de los alimentos más poderosos del juego, así como el mensaje en la pantalla principal celebrando su cumpleaños. También fue excluido del evento de los 10 años del lanzamiento del juego.

## Principales videojuegos creados
Persson ha realizado varios videojuegos, especialmente para competencias; entre los que destacan:
- Minecraft, un juego tipo «mundo libre» o «sandbox».
- Wurm Online.
- Drowning in Problems.
- Shambles.
- Drop
- 0x10c (cancelado).

Otros de sus videojuegos destacados son:
- La serie 4k, la cual consiste de recreaciones de juegos hechos en cuatro kilobytes:
  - Left 4k Dead y Left 4k Dead 2, juegos de disparos inspirados en Left 4 Dead.
  - T4kns, un juego de estrategia en tiempo real.
  - Miners4k, un juego inspirado en Lemmings and diggers.
  - Hunters 4k, un juego de disparos.
  - L4krits
  - Dungeon4k, un juego de exploración de mazmorras.
  - Sonic Racer 4k, un juego de carreras con efectos robados.
  - MEGAMAN4k
  - Dachon4k
  - Minecraft 4k, una versión en 4k
  - VVVV
- Infinite Mario Bros., un juego de plataformas inspirado en la serie de juegos Super Mario Bros..
- Blast Passage, una combinación de Bomberman y Gauntlet en 8-bits.
- Bunny Press, un juego de puzles violento.
- Prelude of the Chambered
- Legend of the Chambered
- Last Minute Christmas Chopping
- RubyDung fue un juego creado antes que Minecraft, actualmente no se tiene mucha información y es Lost Media.
- Zombie Town (juego perdido)
- Minicraft
- Metagun, juego de disparos en 2D
- Cliffhorse
- Caller's Bane (anteriormente llamado Scrolls)
- The Europa Arcology Incident
- Levers and Chests

## Carrera
Persson empezó su carrera trabajando como diseñador web.   Más tarde encontró puesto en Game Federation, donde conoció a Rolf Jansson. Ambos trabajaron en su tiempo libre para crear el videojuego Wurm Online de 2006.  El juego fue lanzado a través de una nueva empresa, "Mojang Specifications AB". Persson abandonó el proyecto a finales de 2007. Como Persson quería reutilizar el nombre de "Mojang", preguntó y Jansson aceptó cambiar el nombre de la otra empresa a Onetoofree AB. 
Entre 2004 y 2009, Persson trabajó en Midasplayer (más tarde conocido como King ). Allí se desempeñó como programador, desarrollando juegos de navegador hechos en Flash .   Posteriormente trabajó como programador para jAlbum.

### Minecrafty Mojang

#### Inspiración deMinecraft
Antes de crearlo, Persson desarrolló varios juegos pequeños. También participó en varios concursos de diseño de juegos y en debates en TIGSource, un foro web para desarrolladores de juegos independientes.  
Uno de los proyectos personales más notables de Persson se llamó RubyDung, un juego de construcción de bases tridimensional isométrico parecido RollerCoaster Tycoon y Dwarf Fortress. Mientras trabajaba en RubyDung, Persson probó con un modo de vista en primera persona similar al de Dungeon Keeper . Sin embargo, pensó que los gráficos estaban muy demasiado pixelados y omitió este modo.
En 2009, Persson encontró inspiración en Infiniminer, un juego de minería mundo abierto basado en bloques. Infiniminer influyó mucho en su trabajo futuro con RubyDung, y estuvo detrás del razonamiento de Persson para regresar a la idea del juego el modo en primera persona, el estilo visual en pixeles y la construcción general del juego en bloques.
RubyDung es el primer prototipo conocido de Minecraft creado por Persson.

#### Lanzamiento y éxito deMinecraft
El 17 de mayo de 2009, Persson lanzó la edición original (más tarde llamada "Classic Edition" ) de Minecraft en TIGSource, actualizando periódicamente el juego basándose en comentarios que usuarios le proporcionaban en el foro. Persson lanzó varias versiones nuevas de Minecraft a lo largo de 2009 y 2010, pasando por varias fases de desarrollo, incluidas Survival Test, Indev e Infdev. El 30 de junio de 2010, Persson lanzó la versión Alpha del juego.
Mientras trabajaba en la versión pre-Alpha de Minecraft, Persson continuó trabajando en jAlbum. En 2010, después del lanzamiento y el posterior éxito de la versión Alpha de Minecraft , Persson pasó de un puesto de tiempo completo a un puesto de trabajo de tiempo parcial en jAlbum, abandonando esa empresa más tarde en el mismo año.
A mediados de septiembre de 2010, Persson viajó a la sede de Valve Corporation en Bellevue, Washington, Estados Unidos, donde participó en un ejercicio de programación y conoció a Gabe Newell. Posteriormente, a Persson le ofrecieron un trabajo en Valve, puesto rechazó para seguir trabajando en Minecraft.
El 20 de diciembre de 2010, Minecraft pasó a su fase beta y comenzó a expandirse a otras plataformas, incluidas las móviles. En enero de 2011 Minecraft alcanzó el millón de cuentas registradas, seis meses después alcanzó las diez millones. Mojang celebró la primera Minecon del 18 al 19 de noviembre de 2011 para celebrar el lanzamiento completo del juego, cosa que posteriormente se convirtió en un evento anual. Después de esto, el 11 de diciembre de 2011, Persson transfirió el control creativo de Minecraft a Jens Bergensten y comenzó a trabajar en otro juego llamado 0x10c, aunque, según él informa, abandonó el proyecto alrededor de 2013.  
En 2013, Mojang registró ingresos de 330 millones de dólares y ganancias de 129 millones de dólares. 

#### Abandono de Mojang
Persson ha declarado que, debido a la intensa atención de los medios y la presión pública, se sintió agotado de dirigir Minecraft y la empresa.
En junio de 2014, Persson tuiteó: "¿Alguien quiere comprar mi parte de Mojang para que pueda seguir con mi vida? Recibir críticas por intentar hacer lo correcto no es lo mío", supuestamente en parte como broma. Persson controlaba en ese momento una participación del 71% en Mojang. La oferta atrajo un interés significativo por parte de Activision Blizzard, EA y Microsoft. Forbes informó posteriormente que Microsoft quería comprar el juego como una "evasión fiscal" para convertir su exceso de efectivo líquido sujeto a impuestos en otros activos.
En septiembre de 2014, Microsoft acordó comprar Mojang por 2.500 millones de dólares, convirtiendo a Persson en multimillonario. Abandonó la empresa después de que se cerró el acuerdo en noviembre.

### Su interés después de Mojang
Desde que dejó la empresa, Persson ha trabajado en varios proyectos pequeños. El 23 de junio de 2014 fundó una empresa con Porsér llamada Rubberbrain AB; la empresa no tenía juegos en 2021, a pesar de haber gastado 60 millones de coronas suecas en ella. La empresa fue relanzada como Bitshift Entertainment, LLC  el 28 de marzo de 2024. Persson expresó su interés en crear un nuevo estudio de videojuegos en 2020 y en desarrollar juegos de realidad virtual. Desde entonces, también ha creado una serie de eventos inmersivos basados en una narrativa llamados ".party()", que utilizan amplios efectos visuales y se han realizado en varias ciudades.
A principios de 2025, Persson anunció que había decidido crear un sucesor espiritual de Minecraft, al que en ese momento llamó " Minecraft 2" en respuesta a los resultados de una encuesta en Twitter. Sin embargo, después de hablar con su equipo, rápidamente se opuso a esta opción a favor de desarrollar la otra opción en su encuesta, se trata de un roguelike titulado Levers and Chests.

## Controversias
Desde 2016, Persson comenzó a recibir críticas por las opiniones políticas y sociales que expresaba en redes sociales.
En 2017, propuso una festividad del orgullo heterosexual, y escribió que quienes se oponían a la idea «merecían que les dispararan». Después de enfrentar reacciones negativas, borró los tuits y rescindió sus declaraciones, escribiendo: «Así que sí, se trata del orgullo de atreverse a expresar, no del orgullo de ser quien eres. Ahora lo entiendo».
En 2017, escribió que el feminismo es una «enfermedad social» y llamó a la desarrolladora de videojuegos y partidaria del feminismo Zoë Quinn una «cunt», (vulgarismo que se refiere a la vulva y que se usa para denigrar a una persona, especialmente a las mujeres), aunque en general fue crítico con el movimiento Gamergate. Ha descrito el feminismo interseccional como un «marco para la intolerancia» y el uso de la palabra mansplaining como sexista. También en 2017, Persson tuiteó que «está bien ser blanco». afirmando su creencia de que el privilegio era una «métrica inventada», aunque denunció las generalizaciones y el trato diferenciado únicamente en función del color de la piel.
En 2017, afirmó que creía en la teoría de la conspiración del Pizzagate. En 2019, tuiteó en apoyo de QAnon, diciendo «Q es legítimo. No confíes en los medios».
El 10 de marzo de 2019, tuiteó en respuesta a un meme pro-transgénero que «Eres absolutamente malvado si quieres fomentar el engaño. ¿Qué pasó con no estigmatizar las enfermedades mentales?». Luego también promovió afirmaciones de que las personas eran multadas por «usar el pronombre incorrecto». Sin embargo, después de enfrentarse a la crítica, tuiteó un día después que «por supuesto no tengo ni idea de como es [ser trans], pero es muy inspirador que las personas se abran y elijan ser realmente como ello se conocen a sí mismos. No porque sea una buena elección, sino porque es un gran paso. Supongo que es relamente cool, no me hagan caso».
En 2019, Microsoft eliminó dos menciones de su nombre (específicamente splash text de la pantalla de inicio, en la snapshot «19w13a) de Minecraft, y no lo invitó a la celebración del décimo aniversario del juego. Un portavoz de Microsoft declaró que sus puntos de vista «no reflejan los de Microsoft o los de Mojang».